# قرار مجلس الأمن التابع للأمم المتحدة رقم 685
قرار مجلس الأمن التابع للأمم المتحدة رقم 685، المتخذ بالإجماع في 31 كانون الثاني / يناير 1991، بعد الإشارة إلى القرارات 598 (1987)، 618 (1988)، 631 (1989)، 642 (1989)، 651 (1990)، 671 (1990) و676 (1990)، وبعد النظر في تقرير للأمين العام خافيير بيريز دي كوييار عن فريق المراقبين العسكريين التابعين للأمم المتحدة بين إيران والعراق، قرر المجلس:
(أ) تجديد ولاية فريق مراقبي الأمم المتحدة العسكريين بين إيران والعراق لمدة شهر إضافي حتى 28 شباط / فبراير 1991؛
(ب) الطلب إلى الأمين العام، بعد المناقشات مع الطرفين، تقديم تقرير عن مستقبل فريق المراقبين مع توصياته خلال شباط / فبراير 1991.